# Clonació digital
La clonació digital és una tecnologia emergent, que implica algorismes d'aprenentatge profund, que permet manipular àudio, fotos i vídeos existents que són hiperrealistes. Un dels impactes d'aquesta tecnologia és que els vídeos i les fotos hiperrealistes dificulten que l'ull humà pugui distingir què és real i què és fals. A més, amb diverses empreses que posen aquestes tecnologies a disposició del públic, poden aportar diversos beneficis, així com possibles preocupacions legals i ètiques.
La clonació digital es pot classificar en clonació audiovisual (AV), memòria, personalitat i comportament del consumidor. En la clonació AV, la creació d'una versió digital clonada de l'original digital o no digital es pot utilitzar, per exemple, per crear una imatge falsa, un avatar o un vídeo o àudio fals d'una persona que no es pot diferenciar fàcilment de la persona real que pretén representar. Un clon de memòria i personalitat com un mindclone és essencialment una còpia digital de la ment d'una persona. Un clon de comportament del consumidor és un perfil o un grup de clients basat en dades demogràfiques.
Truby i Brown van encunyar el terme "clon de pensament digital" per referir-se a l'evolució de la clonació digital en un clon digital personalitzat més avançat que consisteix en "una rèplica de totes les dades i el comportament coneguts d'una persona viva específica, registrant en temps real les seves eleccions, preferències, tendències de comportament i processos de presa de decisions".
La clonació digital es va fer popular per primera vegada a la indústria de l'entreteniment. La idea dels clons digitals es va originar a partir de companyies cinematogràfiques que creaven actors virtuals d'actors que han mort. Quan els actors moren durant la producció d'una pel·lícula, es pot sintetitzar un clon digital de l'actor mitjançant imatges, fotos i enregistraments de veu anteriors per imitar la persona real per continuar la producció de la pel·lícula.
La intel·ligència artificial moderna ha permès la creació de deepfakes. Això implica la manipulació d'un vídeo fins al punt que la persona representada al vídeo està dient o realitzant accions que potser no ha donat el seu consentiment. L'abril de 2018, BuzzFeed va publicar un vídeo de deepfake de Jordan Peele, que va ser manipulat per representar l'expresident, Barack Obama, fent declaracions que abans no havia fet en públic per advertir el públic dels perills potencials dels deepfakes.
A més dels deepfakes, empreses com Intellitar ara permeten crear fàcilment un clon digital d'ells mateixos alimentant una sèrie d'imatges i enregistraments de veu. Això crea essencialment immortalitat digital, permetent als éssers estimats interactuar amb representacions dels que van morir. La clonació digital no només permet commemorar digitalment els seus éssers estimats, sinó que també es poden utilitzar per crear representacions de personatges històrics i ser utilitzats en un entorn educatiu.
Amb el desenvolupament de diverses tecnologies, com s'ha esmentat anteriorment, sorgeixen nombroses preocupacions, com ara el robatori d'identitat, les violacions de dades i altres preocupacions ètiques. Un dels problemes amb la clonació digital és que hi ha poca o cap legislació per protegir les víctimes potencials contra aquests possibles problemes.

## Tecnologia

### Plataformes d'avatar intel·ligents (IAP)
Intelligent Avatar Platform (IAP) es pot definir com una plataforma en línia recolzada per intel·ligència artificial que permet crear un clon d'ells mateixos. L'individu ha d'entrenar el seu clon per actuar i parlar com si mateix alimentant l'algoritme de nombroses gravacions de veu i vídeos d'ells mateixos.  Essencialment, les plataformes es comercialitzen com un lloc on "viu eternament", ja que poden interactuar amb altres avatars a la mateixa plataforma. IAP s'està convertint en una plataforma per aconseguir la immortalitat digital, juntament amb el manteniment d'un arbre genealògic i un llegat per a les generacions següents.
Alguns exemples d'IAP inclouen Intellitar i Eterni.me. Tot i que la majoria d'aquestes empreses encara es troben en fase de desenvolupament, totes intenten assolir el mateix objectiu de permetre a l'usuari crear un duplicat exacte d'ells mateixos per emmagatzemar tots els records que tinguin en la seva ment al ciberespai. Alguns inclouen una versió gratuïta, que només permet a l'usuari triar el seu avatar entre un conjunt determinat d'imatges i àudio. Tanmateix, amb la configuració premium, aquestes empreses demanaran a l'usuari que carregui fotos, vídeos i enregistraments d'àudio d'un per formar una versió realista d'ells mateixos. A més, per garantir que el clon estigui tan a prop de la persona original, les empreses també fomenten la interacció amb el seu propi clon xatejant i responent preguntes per a ells. Això permet que l'algoritme aprengui la cognició de la persona original i l'apliqui al clon. Intellitar va tancar el 2012 a causa de les lluites de propietat intel·lectual sobre la tecnologia que utilitzava.
Les possibles preocupacions amb IAP inclouen les possibles infraccions de dades i no obtenir el consentiment del difunt. L'IAP ha de tenir una base sòlida i una responsabilitat contra les violacions de dades i la pirateria per protegir la informació personal dels morts, que pot incloure enregistraments de veu, fotos i missatges. A més del risc que la privadesa personal es vegi compromesa, també hi ha el risc de violar la privadesa del difunt. Tot i que un pot donar el consentiment per crear un clon digital d'ells mateixos abans de la seva mort física, no pot donar el seu consentiment per a les accions que el clon digital pugui dur a terme.

### Deepfakes
Com s'ha descrit anteriorment, els deepfakes són una forma de manipulació de vídeo on es pot canviar les persones presents alimentant diverses imatges d'una persona específica que desitgen. A més, també es pot canviar la veu i les paraules que diu la persona del vídeo simplement enviant sèries d'enregistraments de veu de la nova persona que durin aproximadament un o dos minuts. El 2018, es va llançar una nova aplicació anomenada FakeApp, que permetia al públic accedir fàcilment a aquesta tecnologia per crear vídeos. Aquesta aplicació també es va utilitzar per crear el vídeo Buzzfeed de l'expresident Barack Obama. Amb les falsificacions profundes, les indústries poden reduir el cost de contractar actors o models per a pel·lícules i anuncis creant vídeos i pel·lícules de manera eficient a un cost baix només recollint una sèrie de fotos i enregistraments d'àudio amb el consentiment de la persona.
Les possibles preocupacions amb els deepfakes és que es dóna accés a pràcticament qualsevol persona que descarregui les diferents aplicacions que ofereixen el mateix servei. Amb qualsevol persona que pugui accedir a aquesta eina, alguns poden utilitzar l'aplicació de manera malintencionada per crear pornografia de venjança i vídeos manipulatius de funcionaris públics fent declaracions que mai diran a la vida real. Això no només envaeix la privadesa de l'individu al vídeo, sinó que també planteja diverses preocupacions ètiques.

### Clonació de veu
La clonació de veu és un cas dels mètodes deepfake d'àudio que utilitza intel·ligència artificial per generar un clon de la veu d'una persona. La clonació de veu implica un algorisme d'aprenentatge profund que recull enregistraments de veu d'un individu i pot sintetitzar aquesta veu fins al punt que pot replicar fidelment una veu humana amb una gran precisió de to i semblança.
La clonació d'una veu requereix ordinadors d'alt rendiment. Normalment, els càlculs es fan mitjançant la Unitat de Processament Gràfic (GPU) i molt sovint es recorre a la computació en núvol, a causa de l'enorme quantitat de càlculs necessaris.
Les dades d'àudio per a l'entrenament s'han d'introduir en un model d'intel·ligència artificial. Sovint es tracta d'enregistraments originals que donen un exemple de la veu de la persona interessada. La intel·ligència artificial pot utilitzar aquestes dades per crear una veu autèntica, que pot reproduir el que s'escriu, anomenada síntesi de veu, o parlada, anomenada Speech-To-Speech.
Aquesta tecnologia preocupa a molts pel seu impacte en diversos temes, des del discurs polític fins a l'estat de dret. Alguns dels primers senyals d'alerta ja han aparegut en forma d'estafes telefòniques i vídeos falsos a les xarxes socials de persones fent coses que mai van fer.
Les proteccions contra aquestes amenaces es poden implementar principalment de dues maneres. El primer és crear una manera d'analitzar o detectar l'autenticitat d'un vídeo. Aquest enfocament serà inevitablement un joc a l'alça a mesura que els generadors en constant evolució derrotin aquests detectors. La segona manera podria ser incrustar la informació de creació i modificació en programari o maquinari. Això només funcionaria si les dades no fossin editables, però la idea seria crear una marca d'aigua inaudible que actués com a font de veritat. En altres paraules, podríem saber si el vídeo és autèntic veient on s'ha rodat, produït, editat, etc.
15.ai — una aplicació web de programari gratuït no comercial que va començar com una prova de concepte de la democratització de l'actuació de veu i el doblatge mitjançant tecnologia — dóna accés públic a aquesta tecnologia. La seva naturalesa gratuïta i no comercial (amb l'única estipulació és que el projecte s'acrediti correctament quan s'utilitzi), la facilitat d'ús i les millores substancials a les implementacions actuals de text a veu han estat elogiades pels usuaris; tanmateix, alguns crítics i actors de veu han qüestionat la legalitat i l'ètica de deixar aquesta tecnologia disponible públicament i fàcilment accessible.

## Usos constructius

### Educació
La clonació digital pot ser útil en un entorn educatiu per crear una experiència més immersiva per als estudiants. Alguns estudiants poden aprendre millor mitjançant una experiència més interactiva i la creació de deepfakes pot millorar la capacitat d'aprenentatge dels estudiants. Un exemple d'això inclou la creació d'un clon digital de personatges històrics, com Abraham Lincoln, per mostrar quins problemes es va enfrontar durant la seva vida i com va ser capaç de superar-los. Un altre exemple d'ús de clons digitals en un entorn educatiu és que els parlants creïn un clon digital d'ells mateixos. Diversos grups de defensa poden tenir problemes amb els horaris, ja que recorren diverses escoles durant l'any. Tanmateix, en crear clons digitals d'ells mateixos, els seus clons poden presentar el tema en llocs on el grup no podria fer-ho físicament. Aquests beneficis educatius poden aportar als estudiants una nova manera d'aprendre així com donar accés a aquells que abans no podien accedir als recursos a causa de les condicions ambientals.

### Arts
Tot i que la clonació digital ja fa temps que es troba a la indústria de l'entreteniment i les arts, la intel·ligència artificial pot ampliar molt els usos d'aquesta tecnologia a la indústria. La indústria cinematogràfica pot crear actors i actrius encara més hiperrealistes que han mort. A més, la indústria cinematogràfica també pot crear clons digitals en escenes de pel·lícules que poden requerir extres, cosa que pot ajudar a reduir enormement el cost de producció. Tanmateix, la clonació digital i altres tecnologies poden ser beneficioses per a finalitats no comercials. Per exemple, els artistes poden ser més expressius si busquen sintetitzar avatars per formar part de la seva producció de vídeo. També poden crear avatars digitals per redactar el seu treball i ajudar a formular les seves idees abans de continuar treballant en el treball final. L'actor Val Kilmer va perdre la veu el 2014 després d'una traqueotomia a causa del seu càncer de gola. Tanmateix, es va associar amb una empresa d'IA que va produir una veu sintètica basada en els seus enregistraments anteriors. La veu va permetre a Kilmer recuperar el seu paper d'"Iceman" deTop Gun de 1986 a la pel·lícula seqüela de 2022 Top Gun: Maverick.

### Immortalitat digital
Tot i que la immortalitat digital ha existit durant un temps a mesura que els comptes de xarxes socials del difunt continuen romanent al ciberespai, la creació d'un clon virtual que és immortal adquireix un nou significat. Amb la creació d'un clon digital, un no només pot capturar la presència visual d'ells mateixos, sinó també el seu manierisme, incloent la personalitat i la cognició. Amb la immortalitat digital, un pot continuar interactuant amb una representació dels seus éssers estimats després de morir. A més, les famílies poden connectar amb les representacions de múltiples generacions, formant un arbre genealògic, en certa manera, per transmetre el llegat familiar a les generacions futures, oferint una manera de transmetre la història.